# Encrucijada
Encrucijada est une ville et une municipalité de Cuba dans la province de Villa Clara.

## Géographie

### Situation
La municipalité d'Encrucijada est située sur la côte nord de l'île de Cuba, dans le nord de la province de Villa Clara, 
à 305 km est-sud-est de La Havane 
et 27 km nord de sa capitale de province Santa Clara — cette dernière incluse dans la municipalité.
La côte ouest de la municipalité forme une péninsule qui clôt le côté est de la baie de Novillo. 

À une douzaine de km en mer, face à la municipalité se trouvent les cayos Pajonal (ceb), le cayo Marcos, le cayo Medio del Marcos et l'extrémité ouest du cayo Fragoso, tous faisant partie de la municipalité de Caibarién. Côté grand large de ces îles, au nord, se trouve le chenal de Nicolas (en) — entre le détroit de Floride à l'ouest et le vieux canal de Bahama à l'est.

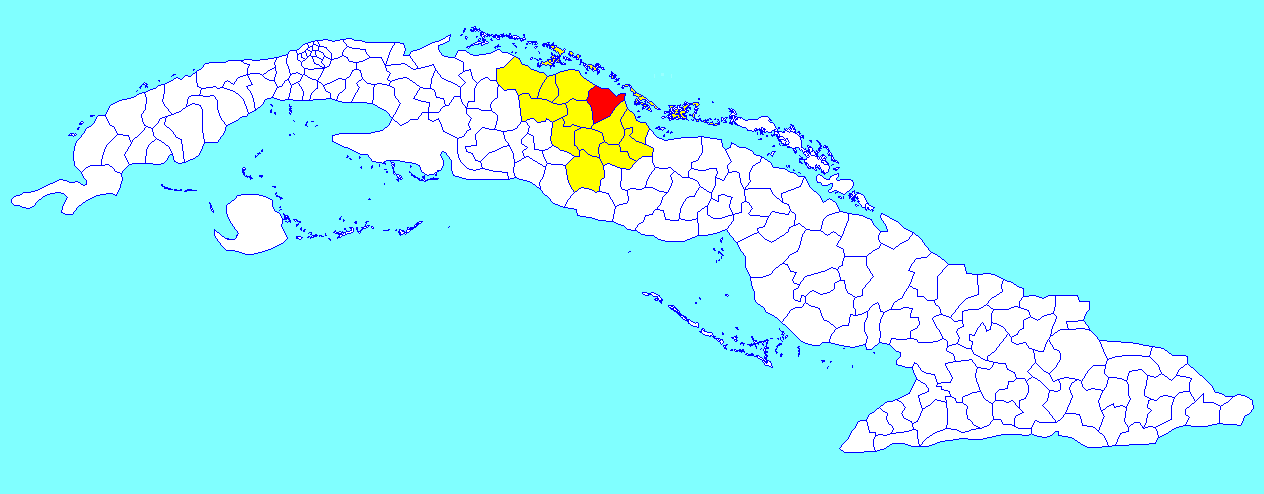
Municipalité d'Encrucijada dans la province de Villa Clara

### Divisions administratives
La municipalité compte huit consejos populares :
- Encrucijada Norte
- Encrucijada Sur
- Calabazar de Sagua
- El Santo
- Emilio Córdova
- Perucho Figueredo
- Abel Santamaría
- La Sierra

### Transports
L'aéroport de Santa Clara (aéroport Abel Santamaria) se trouve à 20 km au sud de la ville d'Encrucijada.

## Population
En 2022, la population était estimée à 31 500 habitants ; pour une surface de 591,5 km2, la densité de population est de 53,25 habitants/km².

## Personnalités nées à Encrucijada
- Haydée Santamaría, née en 1923, et son frère, Abel Santamaría, né en 1927, figures de la révolution cubaine.